# Tamburlaine

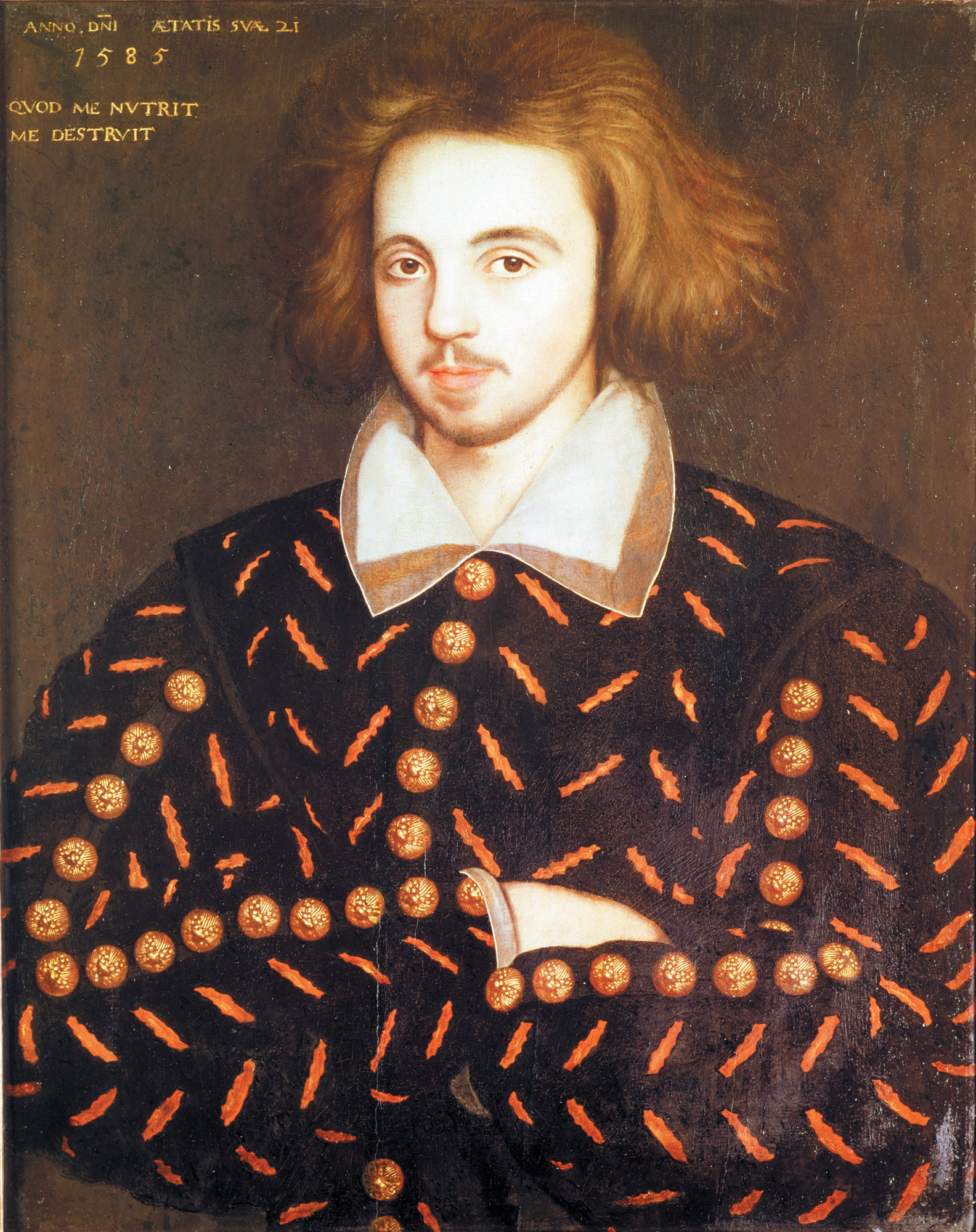
Mutmaßliche Darstellung Christopher Marlowes

Tamburlaine the Great ist ein Theaterstück in zwei Teilen des englischen Dramatikers Christopher Marlowe. Es basiert lose auf dem Leben des zentralasiatischen Militärführers Timur (Temür ibn Taraghai Barlas, 1336–1405). Als das Drama 1587 oder 1588 niedergeschrieben wurde, galt es als Meilenstein der englischen Literatur des Elisabethanischen Zeitalters; es markiert eine Abkehr von der plumpen Sprache und den simplen Handlungen in den Stücken früherer Dramatiker hin zu einem neuen Interesse an frischer und lebendiger Sprache, herausragendem Handlungsgeschehen und intellektueller Komplexität. Zusammen mit der  Spanischen Tragödie von Thomas Kyd könnte es als erster öffentlicher Erfolg des Elisabethanischen Theaters angesehen werden.
Marlowe, als der Herausragendste einer Gruppe von Dramatikern, die später unter dem Namen University Wits zusammengefasst wurden, beeinflusste die Autoren in der Regierungszeit Jakob I. und der Widerhall des Bombasts und der sprachlichen Ambition, wie sie in Tamburlaine zu hören ist, kann man in allen Stücken jener Zeit bis hin zur Schließung der Londoner Theater (1642) bemerken. Auch wenn Tamburlaine als den großen Tragödien des späten elisabethanischen und frühen jakobinischen Theaters unterlegen betrachtet wird, ist seine Bedeutung in der Schaffung neuer Themen und insbesondere der Demonstration des Potentials, welches der Blankvers im Drama hat, immer noch unbestritten.

## Handlung
Während der wahre Timur türkisch-mongolischer Abstammung war und dem Adel angehörte, zeichnet Marlowe ihn als einen skythischen Hirten, der zum Kaiser emporsteigt.
Teil 1 beginnt in Persepolis. Der persische Kaiser Mycetes entsendet Truppen, um Tamburlaine, einen skythischen Hirten und zu diesem Zeitpunkt ein nomadischer Bandit, zu eliminieren. In derselben Szene plant der Bruder des Kaisers Cosroe Mycestes zu stürzen und den Thron zu besteigen. Die Szene wechselt nach Skythien, wo Tamburlaine gezeigt wird, wie er Zenocrate, die Tochter des ägyptischen Königs, umwirbt, einfängt und gewinnt. Von Mycetes’ Soldaten konfrontiert, überredet er zuerst die Soldaten und dann Cosroe, sich ihm in einem Kampf gegen Mycetes anzuschließen. Obwohl er Cosroe dabei den Thron Persiens verspricht, bricht Tamburlaine diese Zusage und übernimmt nach dem Sieg über Mycetes selber die Führung des Persische Reiches.
Tamburlaine ist jetzt eine mächtige Person und wendet nun seine Aufmerksamkeit gegen Bajazeth, den Kaiser der Türken. Er besiegt Bajazeth und seine Nebenkönige und nimmt ihn und seine Frau Zabina gefangen. Der siegreiche Tamburlaine hält den besiegten Herrscher in einem Käfig und füttert ihn mit Resten von seinem Tisch. Zwar lässt er Bajazeth ab und an frei, jedoch nur um ihn als Fußschemel zu benutzen. Als er von Tamburlaines nächstem Sieg hört, tötet Bajazeth sich, indem er seinen Kopf gegen die Käfigstangen schlägt. Als Zabina seine Leiche findet, folgt sie ihm in den Tod.
Nachdem Tamburlaine Afrika erobert und sich selbst zum Kaiser des Kontinents ernannt hat, richtet er seinen Blick auf Damaskus. Ein Ziel, das den ägyptischen Sultan, seinen zukünftigen Schwiegervater, direkt in seinen Weg stellt. Zenocrate bittet ihren zukünftigen Ehemann, ihren Vater zu schonen. Er stimmt zu und macht den Sultan stattdessen zu einem Nebenkönig. Das Stück endet mit der Hochzeit von Tamburlaine und Zenocrate, die zur Kaiserin von Persien gekrönt wird.
In Teil 2 bereitet Tamburlaine seine Söhne darauf vor ebenfalls als Eroberer benachbarte Königreiche anzugreifen. Sein ältester Sohn Calyphas, der es vorzieht, an der Seite seiner Mutter zu bleiben und nicht den Tod zu riskieren, erleidet Tamburlaines Zorn. Währenddessen entkommt Callapine, der Sohn von Bajazeth, aus Tamburlaines Gefängnis und versammelt eine Gruppe von Nebenkönigen an seiner Seite, um seinen Vater zu rächen.
Callapine und Tamburlaine treffen in der Schlacht aufeinander, wobei Tamburlaine den Sieg davon trägt. Als Tamburlaine feststellt, dass sein Sohn Calyphas während der Schlacht in seinem Zelt geblieben ist, tötet er ihn in Wut. Tamburlaine zwingt dann die besiegten Könige seinen Streitwagen auf sein nächstes Schlachtfeld zu ziehen und höhnt: „Holla ye pampered jades of Asia!“ (Holla ihr verwöhnten Mähren Asiens!) und „What, can ye draw but twenty miles a day?“ (Was, könnt ihr nicht mehr als zwanzig Meilen am Tag ziehen?).
Bei Erreichen von Babylon, welches sich gegen ihn zur Wehr setzt, begeht Tamburlaine weitere Akte überzogener Grausamkeit. Als der Stadtgouverneur versucht sein Leben zu retten, indem er den Zugang zur Stadtkasse preisgibt, lässt Tamburlaine ihn von der Stadtmauer hängen und erschießen. Er ordnet an die Einwohner – Männern, Frauen und Kinder – zu fesseln und in einen nahe gelegenen See zu werfen. Schließlich verbrennt Tamburlaine verächtlich eine Kopie des Korans und behauptet, größer als Gott zu sein.
Im letzten Akt erkrankt er, schafft es aber noch einen weiteren Feind zu besiegen, bevor er stirbt. Zuvor bittet er seine Söhne, den Rest der Erde zu erobern, wenn er das Leben verlässt.

## Charaktere
In beiden Teilen
- Tamburlaine – in Teil 1 ein skythischer Hirte; in Teil 2 König von Persien
- Techelles – in Teil 1 ein Gefolgsmann Tamburlaines; in Teil 2 König von Fez
- Usumcasane – in Teil 1 ein Gefolgsmann Tamburlaines; in Teil 2 König von Marokko
- Theridanes – in Teil 1 ein persischer Adeliger, später Gefolgsmann Tamburlaines; in Teil 2 König von Algier
- Zenocrate – Tochter des Sultans von Ägypten; in Teil 2 Ehefrau von Tamburlaine

Nur in Teil 1
- Mycetes – König von Persien
- Cosroe – Bruder von Mycetes
- Ceneus – ein persischer Adeliger
- Ortygius – ein persischer Adeliger
- Meander – ein persischer Adeliger
- Menaphon – ein persischer Adeliger
- Bajazeth – Kaiser der Türkei
- Zabina – Ehefrau von Bajazeth
- Ebea – Zofe Zabinas
- König von Algier
- König von Fez
- König von Marokko
- Alcidamus – König von Arabien
- Sultan von Ägypten
- Gouverneur von Damaskus
- Agydas
- Magnetes[1]
- Capolia – ein Ägypter
- Anippe
- Jungfrau von Damaskus 1
- Jungfrau von Damaskus 2

Nur in Teil 2
- Calyphas – Sohn von Tamburlaine
- Amyras – Sohn von Tamburlaine
- Celebinus – Sohn von Tamburlaine
- Orcanes – König von Natolia
- König von Jerusalem
- König von Soria
- König von Trebizon
- Gazellus – Vizekönig der „City of Byron“
- Uribassa
- Sigismund – König von Ungarn
- Frederick – Peer von Ungarn
- Baldwin – Peer von Ungarn
- Callapine – Sohn des Bjazeth
- Alameda – Bewacher von Callapine
- König von Amasia
- Gouverneur von Babylon
- Captain (Kompaniechef) von Balsera
- Olympia – Ehefrau des Captain von Balsera
- Ein weiterer Captain
- Maximus
- Peridicas

## Veröffentlichung
Das Stück mit beiden Teilen wurde am 14. August 1590 in das Stationers’ Register eingetragen. Beide Teile wurden im selben Jahr zusammen in einem einzigen Buch (Oktavformat) und in gebrochener Schrift durch den Drucker Richard Jones veröffentlicht; jener Text wird üblicherweise als O1. bezeichnet. Eine zweite Edition wurde 1592 von Jones herausgegeben; eine dritte folgte 1597, welche im Wesentlichen den Nachdruck des Textes der ersten Ausgabe darstellt. Die Stücke wurden dann erneut in Quarto-Buchgröße vom Buchhändler Edward White herausgebracht, Teil 1 im Jahre 1605 und Teil 2 im Jahre 1606 (auch hier der Nachdruck des Textes von 1597).
Obwohl in den ersten Ausgaben kein Autor benannt wurde und die ersten eindeutigen Zuweisungen zu Marlowe deutlich nach 1590 erfolgen, schreiben die Forscher Tamburlaine, aufgrund der Ähnlichkeiten mit seinen anderen Werken, ihm zu. Hierbei half, dass viele Passagen in Tamburlaine Texte seiner anderen Werke durchscheinen lassen und es gibt eine klare Parallele zwischen der Charakterentwicklung in Tamburlaine und der der meisten anderen Charaktere Marlowes. Allein diese Hinweise lassen die Gelehrten geradezu übereinstimmend annehmen, dass Marlowe der Autor von Tamburlaine war.

## Rezension
Der Einfluss Tamburlaines auf die Entwicklung des Theaters in den 1590er Jahren kann nicht überschätzt werden. Das Stück veranschaulichte und schuf in einigen Fällen viele der typischen Merkmale des hochelisabethanischen Dramas: grandiose und oft schöne Bilder (Bühne und Imagination), hyperbolischer Ausdruck und starke Figuren, die von überwältigenden Leidenschaften verzehrt werden.
Die ersten Berichte zu dem Stück waren allerdings noch recht negativ: Am 16. November 1587 ereignete sich im Rose Theatre während der Aufführung durch die Admiral’s Men ein schweres Unglück: Eine auf der Bühne abgefeuerte Kanone tötete in den Zuschauerreihen ein Kind und eine schwangere Frau. Im darauffolgenden Jahr verurteilte Robert Greene im Rahmen eines Angriffs auf Marlowe in seinem Epistel das Drama als atheistisch.
Dass die meisten Theaterbesucher (und Dramatiker) das Stück jedoch mit Begeisterung aufnahmen, zeigt das anschließend vermehrte Aufkommen asiatischer Tyrannen und „emporstrebender Köpfe“ im Drama der 1590er Jahre.
Marlowes Einfluss auf viele Charaktere in Shakespeares historischen Stücken wurde unter anderem vom Dichter Algernon Swinburne bemerkt. Der Literaturwissenschaftler Stephen Greenblatt hält es für wahrscheinlich, dass Tamburlaine auch zu den ersten Londoner Stücken gehörte, welche Shakespeare sah. Eine Erfahrung, die seine frühen Historiendramen inspirierte, etwa die drei Stücke von Henry VI.
Zu Beginn des 17. Jahrhunderts ist diese hyperbolische Sprache aus der Mode gekommen. Shakespeare nutzt allerdings Zitate aus Tamburlaine und legt sie im zweiten Teil Heinrich IV. (II.4.155) in den Mund seines, ohnehin mit angeberischen Tönen hervortretenden, Soldaten Ancient Pistol. In seinem Buch Timber verurteilte Ben Jonson die „Tamerlanes und Tamer-Chams“ des späten Zeitalters, die nichts in sich hatten als das szenische Herumstolzieren und das übertriebene Geschrei, um sie den ignoranten Gaffern zu gewähren („the Tamerlanes and Tamer-chams of the late age, which had nothing in them but the scenical strutting and furious vociferation to warrant them to the ignorant gapers“).
Spätere Kritiker haben die von Jonson vertretene Position, dass die Sprache und die Ereignisse in Stücken wie Tamburlaine unnatürlich und letztendlich nicht überzeugend sei, nicht widerlegen können. Dennoch wurde das Stück als der Text über allen anderen angesehen, „in dem das ganze unruhige Temperament des Zeitalters zum Ausdruck kommt“
Der Literaturwissenschaftler Robert Huntington Fletcher (1875–1919) (Grinell College, Iowa) merkt an, dass Marlowe „ein hohes Maß an Flexibilität und Schönheit erlangt hat, da er eine regelmäßig endende Anordnung vermied, indem er sich bemüht hat eine Vielzahl von Pausen und Betonungen zu gewährleisten und indem er seiner Sprache poetische Verdichtung und Suggestivität verlieh“. In seinem Gedicht über Shakespeare erwähnt Jonson „Marlowes mächtige Linie“, eine Phrase, die Kritiker als passend akzeptiert haben, ebenso wie Jonsons Behauptung, Shakespeare habe diese übertroffen. Während bei Shakespeare gemeinhin eine deutlich größere Bandbreite an Emotionen gesehen wird als bei seinem Zeitgenosse, behält Marlowe einen bedeutenden Platz als das erste Genie des Blankverses im englischen Drama.

## Inhalt
Das Stück wird oft mit dem Renaissance-Humanismus in Verbindung gebracht, der das Potenzial des Menschen idealisiert.
Tamburlaines Streben nach immenser Macht wirft tiefgreifende religiöse Fragen auf, als er sich die Rolle der „Geißel Gottes“ anmaßt (ein Beiname, der ursprünglich für Attila, den Hunnen verwendet wurde). Einige Leser haben diese Einstellung mit den Atheismis-Anschuldigungen Marlowes in Verbindung gebracht. Andere haben mehr sich mehr mit dem angeblichen anti-muslimischen Teil des Stücks befasst, als in einer Szene die Hauptfigur den Koran verbrennt.
Jeff Dailey stellt in seinem Artikel „Christian Underscoring in Tamburlaine the Great, Part II“ fest, dass Marlowes Werk ein direkter Nachfolger der traditionellen mittelalterlichen Moralitäten ist und unabhängig von der Frage ob er Atheist gewesen sei oder nicht, hat er hier religiöse Inhalte und allegorische Darstellungsweisen übernommen.

## Aufführungsgeschichte
Der erste Teil von Tamburlaine wurde zu Ende 1587 von den Admiral’s Men im Rose Theatre aufgeführt, ungefähr ein Jahr nachdem Marlowe die Cambridge University verließ. Der Star der Truppe Edward Alleyn übernahm die Figur von Tamburlaine und offenbar wurde sie zu einer seiner charakteristischsten Rollen. Die Popularität des Stücks, die groß genug war, um Marlowe zur Produktion der Fortsetzung zu veranlassen, führte in den darauffolgenden zehn Jahren zu zahlreichen Inszenierungen.
Die gesellschaftliche Schichtung des Londoner Publikums der frühen jakobinischen Zeit veränderte die Sichtweise auf das Stück. Für das anspruchsvolle Publikum privater Theater wie Blackfriars Theatre und dem Globe Theatre (ab Beginn der 1610er Jahre) waren Tamburlaines „höchst verblüffende Ausdrucksweisen“ überkommene Relikte einfacherer Theaterzeiten. Satirische Dramatiker parodierten gelegentlich Marlowes Stil, so John Marston in der Einführung zu Antonio und Mellida (1599).
Während es als wahrscheinlich gelten kann, dass Tamburlaine in den großen Spielhäusern wie dem Red Bull Theatre, das sich an das traditionelle, einfachere Publikum richtete, immer wieder aufgeführt wurde, gibt es keine überlieferten Aufzeichnungen einer Renaissance-Aufführung nach 1595.
Tamburlaine litt weit mehr unter dem Wandel des Geschmacks als Marlowes andere Stücke wie Doktor Faustus oder Der Jude von Malta, bei denen es Anspielungen auf persönliche Leistungen gab. Der englische Autor Edward Phillips (1630–1696) erwähnt Tamburlaine in seinem Theatrum Poetarum von 1675, ist aber damit derart unvertraut, dass er es dem englischen Dichter Thomas Newton (1542–1607) zuschreibt. Ein weiteres Zeichen für das zunehmende Vergessen, dem dieses ehemalige Erfolgsstück anheimfiel, bietet der Dramatiker Charles Saunders. Nachdem er 1681 sein eigenes Stück über Tamburlaine geschrieben hatte, wurde er von Kritikern beschuldigt, Marlowes Werk plagiiert zu haben, worauf dieser antwortete: „Ich habe noch nie von einem Stück zum gleichen Thema gehört bis mein eigenes Stück aufgeführt wurde, noch habe ich es seither gesehen, jedoch wurde mir gesagt, dass es ein Cock Pit Play [einfaches Theaterwerk, was in billigen Theatern aufgeführt wird] unter dem Namen Scythian Shepherd oder Tamberlain the Great gäbe; eine Sache, die kein Buchhändler in London oder die wenigen Schauspieler selbst, die es [dereinst] aufführten, sich in Erinnerung rufen konnten.“
Nach der Glorious Revolution von 1688 kam in Dublin die Tradition auf, anlässlich jeden Geburtstags William III. das Stück Tamburlaine aufzuführen. Dies wurde erst 1713 beendet, als die Regierung die Aufführung des Stückes verbot, weil im Prolog die seinerzeit populäre Parole „No Peace Without Spain“ enthielt, welche sich auf den Spanischen Erbfolgekrieg bezog.
1919 inszenierte die Theatergruppe Yale Dramatic Association eine neue Aufführung des Tamburlaine, wobei beide Teile redigiert und kombiniert wurden. Diese Wiederbelebung in komprimierter Form wurde im September 1951 erneut im Old Vic Theatre vorgestellt, wobei Donald Wolfit die Titelrolle innehatte. Anlässlich des Stratford Shakespeare Festival in Ontario wurde Tamburlaine 1956 von Tyrone Guthrie in einer weiteren Doppelfassung unter Regie genommen, besetzt mit Donald Wolfit, William Shatner, Robert Christie und Louis Negin; es wanderte weiter an den Broadway, wo es jedoch nicht verfangen konnte. U. a. verrissen der Kritiker Eric Bentley das Stück. Und das obwohl Anthony Quayle, der Donald Wolfit in der Titelrolle ersetzte, für den Tony Award nominiert wurde, ebenso wie Tyrone Guthrie für die Regie.
Die Produktion des Royal National Theatre im Jahr 1976 sah Albert Finney in der Titelrolle des Tamburlaine; Damit wurde auch das neue Olivier Theatre an der South Bank eröffnet. Regie führte hier Peter Hall. Diese Produktion gilt allgemein als die erfolgreichste der seltenen modernen Produktionen.
1993 führte die Royal Shakespeare Company eine preisgekrönte Produktion auf, mit Antony Sher als Tamburlaine und Tracy Ann Oberman als Olympia. Jeff Dailey inszenierte beide Teile des Stücks in vollständiger Länge am American Theatre of Actors in New York City. Hierbei kam der erste Teil 1997 und den zweiten Teil 2003 zur Aufführung.
Avery Brooks spielte den Tamburlaine in einer Produktion der Shakespeare Theatre Company. Das Stück lief vom 28. Oktober 2007 bis zum 6. Januar 2008 und wurde von Michael Kahn inszeniert.
Eine neue Produktion, welche Teil 1 und Teil 2 kombiniert („stutzt Marlowes zwei Fünfakter auf drei Stunden Spielzeit [mit einer halbstündigen Pause]“) unter der Regie von Michael Boyd wurde am 16. November 2014 am Polonsky Shakespeare Center in Brooklyn, New York aufgeführt. Mit John Douglas Thompson als Tamburlaine, Merritt Janson als Zenocrate/Callapine und einer weiteren großen Besetzung, welche mit jeweils mehreren Rollen mitwirkte.
Eine Produktion der Lazarus Theatre Company war zwischen dem 25. August und dem 12. September 2015 im Londoner West End im Tristan Bates Theatre zu sehen.
Vom 1. November 2014 bis zum 14. Januar 2015 wurde Tamburlaine am Theatre for a New Audience aufgeführt, wo es den 2015 Obie Award gewann (für die Darbietung des Schauspielers John Douglas Thompsons.)
Im August 2018 brachte die Royal Shakespeare Company Tamburlaine in Stratford-upon-Avon auf die Bühne.
Während das Stück im letzten Jahrhundert regelmäßig wiederbelebt wurde, haben die Voraussetzungen einer Aufführung – die erforderliche große Besetzung und ein gestandener Schauspieler, der in der Lage ist, eine derart herausfordernde Hauptrolle zu spielen – eine breiteres Aufführungsangebot verhindert.

### Kontroverse 2005
Im November 2005 stand eine Produktion des Tamburlaine am Barbican Arts Centre in London im Verdacht auf die Befindlichkeiten der Muslime im Voraus reagiert zu haben, indem der Teil des Stücks abgeändert wurde, in welchem die Titelfigur den Koran verbrennt und den islamischen Propheten Mohammed beleidigt. Die Sequenz wurde dahin geändert, dass Tamburlaine stattdessen alle Bücher mit religiösen Bekenntnissen beschmutzt. Der Regisseur bestritt jedoch die Zensur des Stücks und erklärte, die Änderung sei eine „rein künstlerische“ Entscheidung gewesen, „das Stück von der antitürkischen Pantomime auf ein existenzielles Epos zu konzentrieren“.

## Adaptationen
Es gab zwei Adaptionen für das BBC Radio 3, die jeweils beide Teile zu einer Sendung zusammenfassten. Die erste wurde von Michael Fox inszeniert und am 26. September 1993 ausgestrahlt; Mitwirkende waren hier Michael Pennington als Tamburlaine, Samantha Bond als Zenocrate, Clive Rowe als Theridamas, Louis Hilyer als Techelks, Peter Guinness als Usumcasane, Rudolph Walker als Bajazeth/Orcanes und Timothy Walker als Mycetes/Calyphas. Die zweite Adaption wurde am 16. September 2012 ausgestrahlt mit Peter Kavanagh als Regisseur, als Mitwirkende Peter Con O’Neill als Tamburlaine, Susie Riddell als Zenocrate, Oliver Ford Davies als Mycetes, Kenneth Cranham als Cosroe, Shaun Prendergast als Techelles, Ewan Bailey als Theridamas und Edward de Souza als Sultan.
Klingon Tamburlaine ist ein inoffizielles Fanprojekt, das ins Star-Trek-Universum portiert wurde. Es wurde 2019 beim Hollywood Fringe Festival aufgeführt.

## Trivia
- Im Mai 1593 kursierten in London ausländerfeindliche Plakate, die sog. Dutch Church Libels[26], welche mit Tamburlaine unterzeichnet waren. Tatsächlich galt auch Marlowe als verdächtigter Urheber, zumal der Hauptverdächtige, Marlowes Zunftkollege Thomas Kyd, ihn unter Folter der Urheberschaft bezichtigte.

- Von seiner Eröffnung 2017 bis zu seiner Umbenennung im November 2019 nannte sich ein Viersterne-Hotel in Marlowes Studienort Cambridge Tamburlaine.[27]